# Page de titre

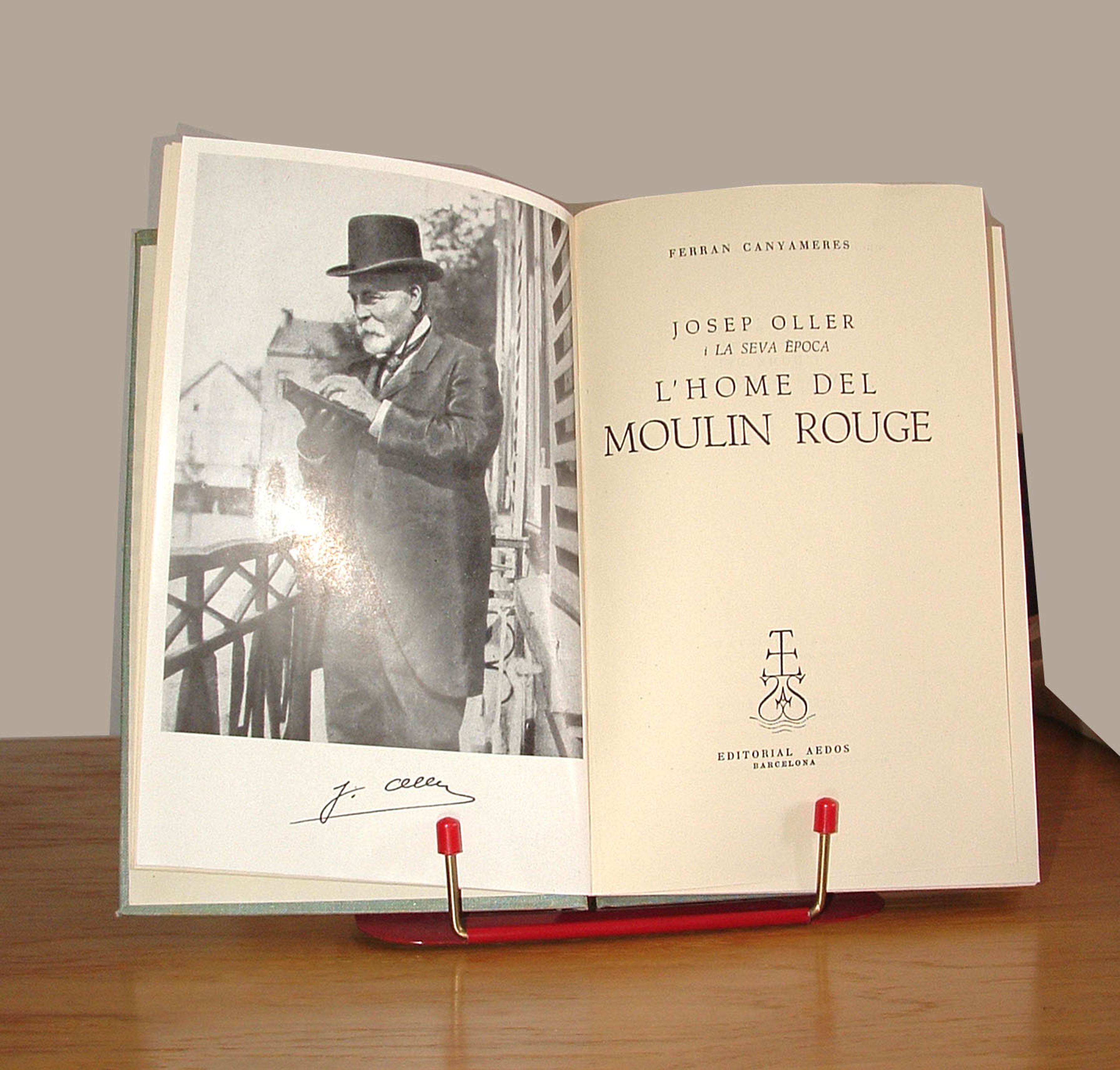
Le frontispice à gauche fait face à la page de titre à droite

La page de titre d'un ouvrage est la page qui affiche le titre de celui-ci, son auteur, l'édition et éventuellement une illustration ou marque typographique.
Le frontispice et la page de titre viennent immédiatement après la couverture d'un livre relié.

## Histoire

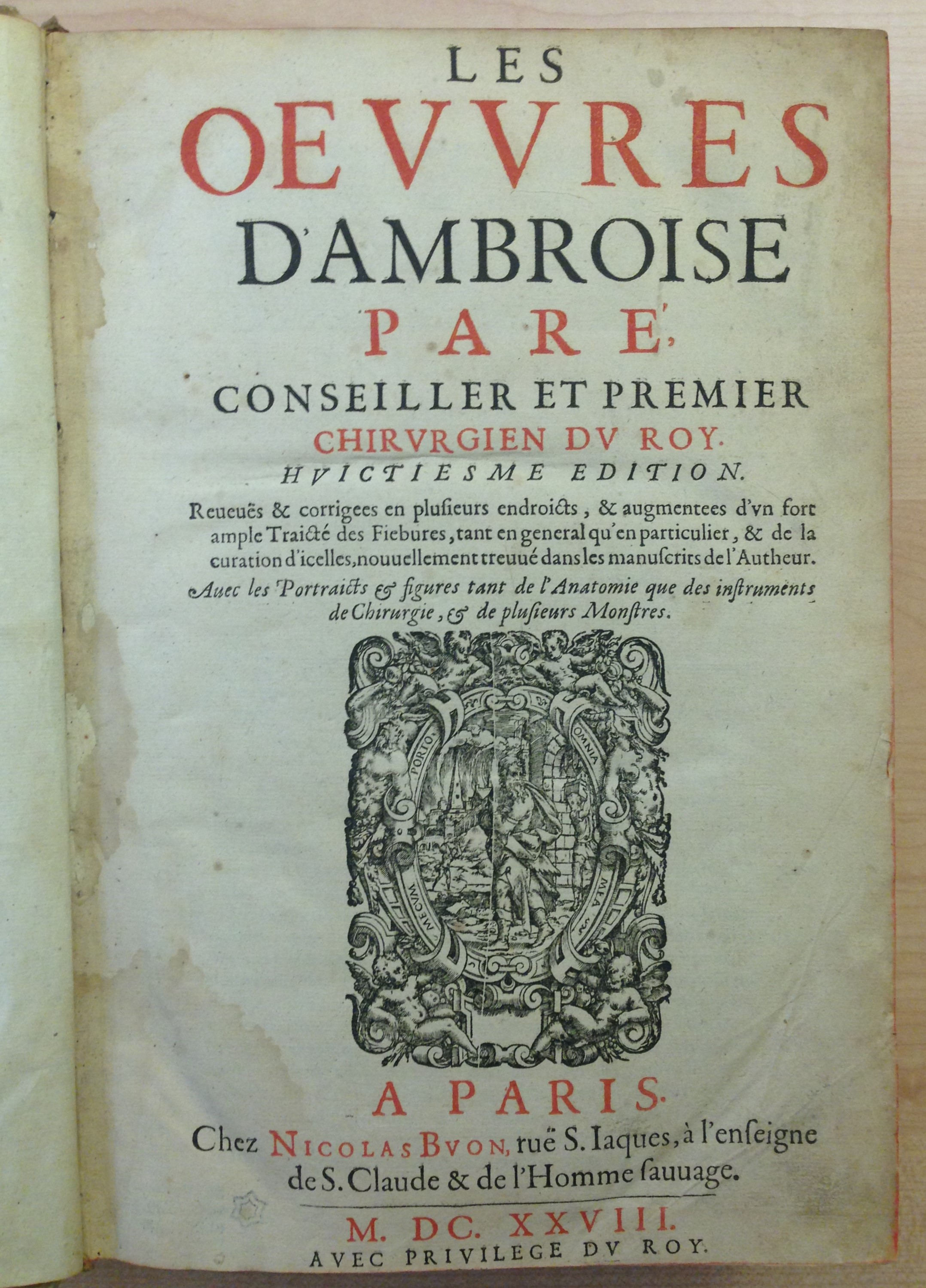
Page de titre des Œuvres d'Ambroise Paré, publié a Paris en 1628.

La page de titre, auparavant page de faux-titre, réapparaît à la Renaissance et devient normale vers 1530. Dans les manuscrits de la période gothique, le titre était donné dans la première ligne du livre ou exposé en quelques lignes et les informations relatives à l'éditeur et à l'imprimeur se retrouvaient dans le colophon en fin d'ouvrage. Roger Laufer a mis en évidence les diverses fonctions liées à la page de titre, notamment les entours du texte : privilège, adresse, marque, avis dédicace. Ces entours se mettent en place vers 1530 et font de la page de titre une page « qui référence à la fois le contenu et le contenant, et qui ajoute au texte le discours de la marchandise ».